# Un mari idéal
Pour l'adaptation, voir Un mari idéal (film, 1999).
Un mari idéal (An Ideal Husband) est une pièce de théâtre d'Oscar Wilde de 1895.

## Argument
Si Sir Robert Chiltern est aujourd'hui Secrétaire d'État, c'est parce qu'il a su tenir le secret de la naissance de sa fortune : une seule opération malhonnête. En cette fin d'ère victorienne, toute la bonne société anglaise et ses pairs de la Chambre des Communes le tiennent pour un homme éminemment respectable et intègre. Symbole de probité et de compétences il est promis à un brillant avenir politique, soutenu par sa femme Lady Chiltern qui voit en lui le mari idéal. Mais Oscar Wilde aime à nous montrer que les apparences sont trompeuses et que l'ordre social ne repose que sur des mensonges individuels et collectifs. Il fait donc intervenir Mrs Cheveley, "une femme qui a un passé" - stéréotype dans le théâtre bourgeois d'une femme dont la réputation n'est pas sans taches car elle a commis dans son passé des actes que la morale de l'époque réprouve. Mrs Cheveley fait chanter Sir Robert Chiltern :  soit il l'aide dans une autre opération malhonnête, soit elle révèlera son secret au grand jour déclenchant ainsi un scandale qui le couvrirait d'infamie. 

## Thèmes
Une fois encore, Wilde joue avec les conventions et les institutions de la société aristocratique anglaise, qu'elles soient politiques ou matrimoniales. Dans un entretien accordé au Sketch de Londres, en janvier 1895, Oscar Wilde affirme à propos de sa pièce, qu'elle traite de « la différence qu'il y a entre la façon dont un homme aime une femme, et celle dont une femme aime un homme ; la passion qu'éprouvent les femmes à se fabriquer des idéaux (ce qui est leur faiblesse) et la faiblesse d'un homme qui n'ose pas montrer ses imperfections à l'être qu'il aime. » De cette différence naît l'intrigue d'Un mari idéal.

## Adaptations

### Au théâtre
- 1995 : Un mari idéal d'Oscar Wilde, adaptation Pierre Laville, mise en scène Adrian Brine, avec Anny Duperey, Didier Sandre Dominique Sanda, Jacques Debary Théâtre Antoine

### Au cinéma
- 1935 : Ein idealer Gatte, film allemand réalisé par Herbert Selpin, avec Brigitte Helm et Sybille Schmitz
- 1947 : Un mari idéal (An Ideal Husband), film britannique réalisé par Alexander Korda, avec Paulette Goddard, Michael Wilding et Diana Wynyard
- 1947 : Un marido ideal, film argentin réalisé par Luis Bayón Herrera, avec Alicia Barrié, Yvonne Bastien et Susana Campos
- 1999 : Un mari idéal (An Ideal Husband), film britannique réalisé par Oliver Parker avec Rupert Everett, Julianne Moore, Jeremy Northam et Cate Blanchett
- 2000 : Un mari idéal (An Ideal Husband), film britannique réalisé par William P. Cartlidge avec James Wilby et Jonathan Firth

### À la télévision
- 1958 : An Ideal Husband, épisode de la série télévisée britannique BBC Sunday-Night Theatre
- 1962 : Ihanneaviomies, téléfilm finlandais de Mirjam Himberg
- 1965 : Ein idealer Gatte, téléfilm allemand de Detlof Krüger
- 1966 : Ein idealer Gatte, téléfilm allemand de Franz Josef Wild
- 1967 : Un marido ideal, téléfilm espagnol de Alberto González Vergel
- 1969 : An Ideal Husband, épisode 9, saison 4 de la série télévisée britannique BBC Play of the Month, réalisé par Rudolph Cartier, avec Jeremy Brett et Margaret Leighton
- 1972 : Un mari idéal, téléfilm français réalisé par Pierre Sabbagh dans le cadre de l'émission Au théâtre ce soir, avec Robert Rimbaud, Marie-Christine Barrault et Robert Burnier
- 1982 : Un marido ideal, téléfilm espagnol de Francisco Abad
- 1986 : Ein idealer Gatte, téléfilm allemand de Michael Knof
- 2001 : Ideální manžel, téléfilm tchèque de Zdeněk Zelenka